# Kennametal
Kennametal ist ein amerikanischer Werkzeughersteller mit Sitz in Pittsburgh. Das Unternehmen produziert Schneidwerkzeuge aus Hartmetall für Werkzeugmaschinen, Bergbau und Straßenbau.

## Geschichte

Philip M. McKenna

Werkzeuge aus Widia (Wolframcarbid)

1832 zog der Kupferschmied Robert McKenna aus Irland nach Pittsburgh in die USA. Nach seinem Tod übernahmen die Söhne das Geschäft. Nach dem Tod aller Söhne wurde das Unternehmen 1899 in McKenna Brothers Brass Company umbenannt. Nach einem Abkommen mit der Firth Sterling Steel Company wurde mit dem Verkauf von Schneidwerkzeugen in Pittsburgh und Cincinnati begonnen. 
1900 entwickelte A. G. McKenna einen Werkzeugstahl mit 18 % Wolfram, der die Schnittgeschwindigkeiten in der Metallbearbeitung deutlich erhöhte. Die Zugabe von 1 % Vanadium zu der Legierung verdoppelte die Schneidgeschwindigkeit annähernd noch einmal. 1910 wurde daher die Vanadium Alloys Steel Company (VASCO) gegründet, um Vanadiumlegierungen zu produzieren, wobei Familie McKenna Mehrheitsaktionärin wurde. Unter der Leitung von Roy McKay wuchs die VASCO vor allem während des Ersten Weltkriegs stark, da von den US-Streitkräften Wolframstahl benötigt wurde.
1928 wurde Philip McKenna Forschungsdirektor bei VASCO. Nach einem Versuch mit Tantalcarbid-Werkzeugen verließ er 1938 das Unternehmen. Kurz darauf gründete er die Kennametal, um eine von ihm patentierte Wolfram-Titancarbid-Legierung zu produzieren. Im Zweiten Weltkrieg kam es zu einer Sonderkonjunktur für Wolframcarbid-Wuchtgeschosse, durch die sich Kennametals Umsätze stark erhöhten. 1946 wurde von seinem Unternehmen ein Wendeschneidplatten-System erfunden, das die Werkzeugbranche revolutionierte.
1958 begann Kennametal mit der internationalen Expansion. Auch nach dem Tod Philip McKennas 1969 wuchs das Unternehmen schnell weiter, 1977 folgte der Börsengang.
Kennametal übernahm  1993 die Hertel AG in Fürth, 2002 die Widia GmbH in Essen und 2006 die Sintec-Gruppe in Schongau.